# Тијат
43° 43′ 15″ N 15° 45′ 43″ E / 43.72083° С; 15.76194° И
Тијат је ненасељено острво у хрватском делу Јадранског мора у акваторији града Водица.
Острво на којем се налази светионик је јужно од насеља Трибуњ и Водица, северно од острва Змајан, а западно од острва Првић. Површина острва износи 2,78 km². Дужина обалске линије је 1,1 km.. Највиши врх на острву Вела Глава је висок 121 метар.
Рељеф острва се састоји од два паралелна низа брда између којих се налази долина, обрасла макијом. Остали делови острва су стеновити и прекривени сувом травом. У прошлости је острво било прекривено шумом и обрадивим земљиштем.
Између ртова Гаћице и Тијашћица је ненсељен залив Тијашћица, на чијем крају се налази сидриште. На обали сидришта се налази резервоар са водом. Дубина мора на сидришту је дубока до 7 m.
На врху Голе главе је 3. марта 1939. постављен велики железни крст. Приликом уређења простора за постављање крста пронађен је гроб за натписима на глагољици.
У прошлости се на Тијату се правио креч за потребе Шибеника.
Из поморске карте се види да светионик који се налази на рту Тријешћица шаље светлосни сигнал:B Bl(3) 10с. Домет светионика је 7 mi (11 km).